# Покровск (Калужская область)
Покро́вск — село в Козельском районе Калужской области. Административный центр сельского поселения «Село Покровск».

## География
Село расположено на правом берегу реки Клютома, у впадения в неё реки Сырогожа, на расстоянии примерно 14 км к северо-западу от города Козельск, административного центра района.

## Население
| 2002 | 2010 |
| ---- | ---- |
| 188  | ↘182 |

## Улицы
| - ул. Колхозная, - ул. Механизаторов, - ул. Победы, | - ул. Центральная, - ул. Юбилейная. |